# Родин, Василий Платонович
Василий Платонович Родин (15 июля 1911, Кондраши, область Войска Донского — май 1966, Москва) — советский хозяйственный, государственный и политический деятель; 1-й секретарь Мурманского горкома КПСС (1961—1966).

## Биография
Родился 15 июля 1911 года в селе Кондраши (ныне — в Иловлинском районе Волгоградской области). Член КПСС.
С 1929 года — секретарь колхоза «Волна революции» (Сталинградская область). В 1938 году окончил Астраханский институт рыбной промышленности. С февраля 1939 года работал заместителем директора, директором тралово-такелажной мастерской Мурманского тралового флота.
С июля 1941 года — начальник маскировочной мастерской инженерного отдела Северного флота; участник Великой Отечественной войны, обороны Советского Заполярья, старший инженер-лейтенант.
В январе 1945 года вернулся к должности директора тралово-такелажной мастерской Мурманского тралового флота. С 1948 года — начальник конторы зверобойного рыбного промысла (Морзверрыбпром) Кольского государственного рыбопромышленного треста, заместитель начальника объединения «Мурманрыба», директор учебно-курсового комбината Главмурманрыбпрома. С апреля 1955 года — председатель областного комитета профсоюза работников промышленности продовольственных товаров.
С марта 1957 года — 2-й секретарь Мурманского горкома КПСС, председатель Мурманского обкома профсоюза работников рыбного хозяйства.
С 14 апреля 1960 года — председатель Мурманского областного совета профсоюзов.
С января 1961 по май 1966 года — 1-й секретарь Мурманского горкома КПСС.
Делегат XXII и XXIII съездов КПСС.
Умер в Москве в мае 1966 года (по другим данным — в мае 1967 года).

## Награды
- два ордена Трудового Красного Знамени (1933, 1966)[2].